# Marshall (Arkansas)
Marshall és una població dels Estats Units a l'estat d'Arkansas. Segons el cens del 2000 tenia 1.313 habitants.

## Demografia
Segons el cens del 2000, Marshall tenia 1.313 habitants, 594 habitatges, i 355 famílies. La densitat de població era de 195,7 habitants/km².
Dels 594 habitatges en un 24,7% hi vivien nens de menys de 18 anys, en un 46% hi vivien parelles casades, en un 11,4% dones solteres, i en un 40,2% no eren unitats familiars. En el 39,1% dels habitatges hi vivien persones soles el 23,6% de les quals corresponia a persones de 65 anys o més que vivien soles. El nombre mitjà de persones vivint en cada habitatge era de 2,12 i el nombre mitjà de persones que vivien en cada família era de 2,81.
Per edats la població es repartia de la següent manera: un 21,7% tenia menys de 18 anys, un 8,1% entre 18 i 24, un 21,9% entre 25 i 44, un 19% de 45 a 60 i un 29,2% 65 anys o més.
L'edat mediana era de 44 anys. Per cada 100 dones de 18 o més anys hi havia 74,5 homes.
La renda mediana per habitatge era de 18.846 $ i la renda mediana per família de 27.500 $. Els homes tenien una renda mediana de 22.857 $ mentre que les dones 14.107 $. La renda per capita de la població era de 13.772 $. Entorn del 20% de les famílies i el 27,5% de la població estaven per davall del llindar de pobresa.

## Poblacions properes
El següent diagrama mostra les poblacions més properes.